# Avon Valley Nemzeti Park
Az Avon Valley Nemzeti Park Nyugat-Ausztráliában található, Perthtől 47 kilométernyire északkeletre. A park az Avon-folyóról kapta nevét, amely keresztülfolyik rajta. A terület egy hullámzó felszínű fennsík, amelybe megközelítőleg 200 méteres mélységű, meredek völgyfalakkal vágódik bele az Avon-folyó. A területen több helyütt gránitsziklák emelkednek ki a felszín alól, illetve változatos talajösszetétel lelhető fel itt, mint például a vályogtalaj, a különféle üledékes kőzetek, illetve a sok fém-oxidot tartalmazó homoktalajok.
A nemzeti parkot hivatalosan 1975. október 15-én kapta a nevét.
A park flóráját az Eucalyptus marginata, Corymbia calophylla és az Eucalyptus wandoo fajok uralják. A nemzeti park területén élő közel 90 madárfaj miatt ideális madármegfigyelő-helyként szerepel az ornitológusok körében. A karácsony táján virágba boruló Nuytsia floribunda, melyet a helyiek csak „karácsonyfának” neveznek, valamint Xanthorrhoea, azaz fűfa növények teszik változatossá a vidék növénytakaróját. 
A tavasszal nyíló vadvirágok sokasága, mint például a Banksia ser. Dryandra, a különféle orchideafélék változatos formájú virágai, illetve a Lechenaultia nemzetséghez tartozó virágok színpompás szőnyege fogadja a parkba látogatókat.
A park területén fellelhető egyéb növények közé tartoznak még a Conostylis és a Thysanotus nemzetség fajai is.
Az Eastern Railway hármas számú vasútvonala a park déli részén húzódik, és időnként a vasútvonalnak köszönhetően alakulnak ki bozóttüzek a környéken.

## Szolgáltatások
A nemzeti parkba látogatók számára illemhely, sátrazási és kempingezési lehetőség, illetve fedett helyek, ivóvízvételi lehetőség, valamint barbecue készítésére alkalmas tűzrakóhelyek állnak rendelkezésre. A park útvonalait jelzések jelölik, illetve információs központ és helyi ranger (erdőkerülő) nyújt segítséget a látogatóknak.

## Fordítás
Ez a szócikk részben vagy egészben  az   Avon Valley National Park című angol Wikipédia-szócikk ezen változatának fordításán alapul.  Az eredeti cikk szerkesztőit annak laptörténete sorolja fel. Ez a jelzés csupán a megfogalmazás eredetét és a szerzői jogokat jelzi, nem szolgál a cikkben szereplő információk forrásmegjelöléseként.